# جنگ وانده
شورش وانده (۱۷۹۳-۱۷۹۶؛ فرانسوی:Guerre de Vendée) شورشی سلطنت طلبانه در ناحیه وانده فرانسه بود که در زمان انقلاب فرانسه رخ داد. وانده ناحیه‌ای ساحلی در جنوب رود لوار در غرب فرانسه می‌باشد. شورش وانده توسط ارتشهای سلطنت طلب و کاتولیک در فرانسه به وجود آمد و دامنهٔ آن از رود لوار فراتر رفت. سرانجام پس از سه سال جنگ و هزاران کشته، شورش وانده در ۱۷۹۶ میلادی توسط ارتش انقلابی فرانسه سرکوب گشت.